# Kapitaal en ideologie
Kapitaal en ideologie is een in 2019 uitgebracht non-fictieboek van de hand van Thomas Piketty. Het boek wordt door Piketty beschouwd als de opvolger van het in 2013 verschenen Kapitaal in de 21ste eeuw.
Piketty beschrijft in Kapitaal en ideologie de wereldwijde evolutie van de standensamenlevingen naar propriëtaristische samenlevingen naar sociaaldemocratische samenlevingen naar neopropriëtaristische hyperkapitalistische samenlevingen. Volgens piketty evolueren samenlevingen door historisch ideologische processen en niet door economische wetmatigheden. Om de groeiende ongelijkheid en het oprukken van het sociaal-nativisme tegen te gaan stelt Piketty een aantal maatregelen voor die hij onder de noemer participatief socialisme categoriseert.

## Opzet
In Kapitaal in de 21ste eeuw beschreef Piketty het mechanisme achter de groeiende ongelijkheid op het einde van de 20ste eeuw. Aan de hand van cijfermateriaal toonde hij aan dat het rendement op kapitaal hoger ligt dan de groei van de wereldeconomie waardoor de ongelijkheid niet anders kan dan groeien. Hij maakte daarvoor veelal gebruik van Europees cijfermateriaal. In Kapitaal en ideologie beweert Piketty dat dit mechanisme niet uit economische wetmatigheden voortkomt maar uit historisch ideologische processen. Piketty beschrijft die processen gebruikmakend van cijfermateriaal uit de World Inequality Database wanneer het over ongelijkheid gaat, en van historische geschriften zoals parlementaire debatten, toespraken, verkiezingsprogramma's, non-fictieboeken, krantenartikelen, verhandelingen en literatuur wanneer het over ideologie gaat. Voor Kapitaal en ideologie maakt Piketty niet meer voornamelijk van Europees bronnenmateriaal gebruik. Het boek probeert een meer wereldomvattend beeld te schetsen, al blijven Frankrijk en het Westen de meeste aandacht krijgen.

## Terminologie
- Driestandensamenleving: samenleving bestaande uit drie standen: de clerus, de adel en de derde stand, het werkvolk. Op sommige plaatsen was er ook wel sprake van vier standen.
- Propriëtaristische samenleving: de bezitterssamenleving, in tegenstelling tot de driestandensamenleving worden het eigendomsrecht en de regale bevoegdheden van elkaar gescheiden. Waar in de driestandensamenleving de adel en clerus recht spraken over hun bezit en de derde stand amper iets bezat, heeft nu iedereen recht op bezit en wordt de wet bepaald en het recht gesproken door de staat. De propriëtaristische samenleving ontstond op het einde van de middeleeuwen en bestond tot het begin van de 20ste eeuw.
- Sociaaldemocratische samenleving: de samenleving in het Westen die door een historisch lage ongelijkheid werd gekenmerkt. De sociaaldemocratische samenleving ontstond in de naoorlogse periode en eindigde op het einde de 20e eeuw.
- Conservatieve revolutie: de vanaf Goldwater en door onder meer Tatcher en Reagan gepropageerde politieke visie op de samenleving binnen de Angelsaksische conservatieve partijen, ze omvat het thatcherisme en de reaganomics.
- Neopropriëtaristische samenleving: de na de conservatieve revolutie, de val van het communisme en de uitholling van de sociaaldemocratie opgekomen samenleving die door hyperkapitalisme gekenmerkt wordt.
- Hyperkapitalisme: de ideologie van de neopropriëtaritische samenleving; privébezit is weer heilig en de belastingdruk, vooral op de grote vermogens, neemt af. Men is blind voor al de gemeenschappelijke inspanningen die aan de basis van rijkdom liggen en heeft enkel oog voor de meritocratische oorsprong van rijkdom.
- Sociaal-nativisme: Piketty verdeelt de politieke breuklijnen na het wegvallen van de links-rechts tegenstelling langs de assen inkomen en diploma. Het sociaal-nativisme is een politieke stroming van mensen met zowel een laag als een hoog inkomen die voorstander van grenzen zijn. Ze verenigen zich in nationalistische of anti-immigratiepartijen.
- Brahmaans links: politieke stroming van voormalige arbeiderspartijen die partijen van hoogopgeleiden zijn geworden, bestaande uit voornamelijk hoogopgeleide mensen met zowel lage als hoge inkomens en/of vermogens. Brahmaans links is complementair met een deel van zakelijk rechts. In tegenstelling tot de sociaal-nativisten houden ze niet van grenzen en zijn globalistisch ingesteld.
- Zakelijk rechts: politieke stroming van mensen met een hoog inkomen en/of vermogen. Een deel van zakelijk rechts is complementair met brahmaans links en is globalist (cfr. Macron), een ander deel is sociaal-nativistisch (cfr. Trump, Bolsonaro).

## Inhoud
Op het einde van de middeleeuwen bestonden de meeste samenlevingen uit drie standen: de geestelijkheid, de krijgsmacht die tot de adel evolueerde, en het werkvolk, bestaande uit boeren, arbeiders en de latere burgerij. Piketty beschrijft de ongelijkheid in standensamenlevingen van over de hele wereld, aan de hand van geëxtrapoleerd cijfermateriaal over het bezit en de inkomens van de armste 50 %, de daaropvolgende 40 %, de rijkste 10 % en de rijkste 1 % van de bevolkingen. De standensamenlevingen evolueerden vervolgens vanaf de tweede helft van het tweede millennium naar propriëtaristische samenlevingen. De evolutie hing samen met het ontstaan van de staat, nieuwe transport- en communicatiemiddelen en een strikte scheiding van het recht op individuele eigendom en de regale bevoegdheden van de staat. De drie-standen-ideologie werd vervangen door een ideologie van het bezit, van de eigendom.
Volgens Piketty verwierf Europa tijdens die evolutie een voorsprong op de rest van de wereld doordat het vanwege zijn onderlinge oorlogen hogere belastingen dan elders in de wereld won. In vredestijd konden de belastinginkomsten voor andere doelen worden gebruikt. De Europese propriëtaristische samenlevingen konden daardoor hun macht over de rest van de wereld uitbreiden waardoor koloniale en slavenstaten ontstonden. Piketty beschrijft de evoluties en ongelijkheid in samenlevingen als India, Brazilië, Japan, Iran, Algerije, Zuid-Afrika, Haïti en China, onder invloed van het Westen. Ondanks de belangrijke sociale revoluties in het Westen, zoals de Franse revolutie met de belofte tot meer gelijkheid, leidden de propriëtaristische samenlevingen tot een soms nog grotere ongelijkheid dan in de standensamenlevingen. Bij het uitbreken van de Eerste Wereldoorlog was de ongelijkheid in Europa nog nooit zo hoog geweest.
Volgens Piketty beleefden de propriëtaristische samenlevingen door die enorme ongelijkheid zware crises waardoor de Eerste en Tweede Wereldoorlog plaatsvonden. Na de Tweede Wereldoorlog bestond er in de Sovjet-Unie, Oost-Europa en China geen privé-bezit meer. De kolonies streden voor hun onafhankelijkheid. Het Westen betrad een sociaaldemocratische periode met een ongeziene economische groei, herverdelingspolitiek en verminderende ongelijkheid.
Vanaf de jaren 1970 begon het kiezerskorps van de sociaaldemocratische, socialistische en communistische partijen in het Westen echter te veranderen. Meer en meer hogeropgeleide arbeiderskinderen traden tot die partijen toe en de partijen verloren volgens Piketty de wil tot herverdeling en de belangen van de arbeiders langzaamaan uit het oog. De Angelsaksische wereld kende een conservatieve revolutie en in de jaren 1980 stuikte daarenboven het communisme ineen. De links-rechts tegenstelling verdween. De ongelijkheid nam weer toe, vooral in de Angelsaksische wereld, maar ook in het postcommunistische samenlevingen. Volgens Piketty ontstonden in het Westen nieuwe elites. Hij noemt ze brahmaans links en zakelijk rechts en stelt dat ze complementair zijn zoals de geestelijke en adelstand in de middeleeuwen. Ze heersen over de werknemers die zich van hen afkeren en op sociaal-nativistische of populistische partijen stemmen. Ook elders in de wereld groeien de sociaal-nativistische partijen.
Piketty stelt dat enkel meer gelijkheid de opgang van zulke partijen kan tegengaan. Volgens hem zou dit onder meer kunnen door werknemers meer inspraak in de ondernemingen te geven; de transparantie van vermogens te verhogen; de hoogste inkomens en vermogens terug zwaarder progressief te belasten waardoor bezit tijdelijk wordt; transnationale democratische instellingen op te richten om de financiële stromen te beheersen, belastingen te heffen en transnationaal te herverdelen; jonge mensen een door de vermogensbelasting gefinancierd startkapitaal te geven, een basisinkomen te garanderen en kwaliteitsonderwijs voor iedereen toegankelijk te maken. Hij noemt dit participatief socialisme.

## Kritiek
Volgens Paul Krugman is het boek een allegaartje van weinig met elkaar verband houdende gegevens die los staan van de uiteindelijke conclusies waartoe Piketty komt.
Onder meer Paul Mason wijst op het feit dat Piketty's historische beweringen weinig onderbouwd zijn en onder vuur liggen.
Raghuram Rajan wijst erop dat Piketty wel meer democratie vraagt maar tegelijkertijd pleit voor meer en grotere elitaire politieke instellingen. Nog volgens Rajan lijkt Piketty ervan uit te gaan dat de rijken rentenieren terwijl onderzoek uitwijst dat de grote meerderheid van de rijken werkende mensen zijn. Als men die zeer zwaar gaat belasten zou het wel eens kunnen zijn dat daar onverwachte effecten op de belastinginkomsten gaan uit voortvloeien. Volgens Piketty kon het in de periode na de Tweede Wereldoorlog wel maar andere stemmen wijzen erop dat men toen de wereld terug aan het heropbouwen was na een oorlog. Daarenboven bracht die periode van hoge belastingen in de VS 7,6 % van het bbp op tegenover 7,9 % wanneer de belastingdruk later lager lag. Piketty heeft ook geen oog voor 'winner-take-all markets', mededingingsrecht en de gevolgen van technologische vernieuwing.
Hoewel het woord ideologie in de titel voorkomt gaat het in het boek nauwelijks over ideologie.
Volgens Jan Blommaert verdient de opdeling brahmaans links en zakelijk rechts kritisch onderzoek.

## Censuur
Op het Chinese vasteland wordt Kapitaal en ideologie niet uitgegeven omdat Piketty weigert de passages over ongelijkheid in China te verwijderen. Piketty klaagt in het boek het gebrek aan cijfermateriaal over China aan. Hij beweert dat de ongelijkheid er ondertussen bijna even groot is als in de Verenigde Staten. De rijkste 10% van de Chinese bevolking bezat in 2018 volgens Piketty's cijfers bijna 70% van de rijkdom. Er bestaan daarenboven geen cijfers over, noch erfenisbelasting op, de rijkdom die naar de volgende generatie wordt doorgeschoven.